# Ceuthospora laurocerasi
Ceuthospora laurocerasi är en svampart som beskrevs av Grove 1916. Ceuthospora laurocerasi ingår i släktet Ceuthospora och familjen Phacidiaceae.   Inga underarter finns listade i Catalogue of Life.